# Biskupice (Wrocław)
Pour les articles homonymes, voir Biskupice.
Biskupice est une localité polonaise de la gmina de Jordanów Śląski, située dans le powiat de Wrocław en voïvodie de Basse-Silésie.